# Holly Tshimanga
Holly Christian Tshimanga Kanyinda (* 25. April 1997) ist ein belgischer Fußballspieler.

## Karriere
Tshimanga spielte zunächst beim FCO Wilrijk und beim Lierse SK. Danach kam er in die Jugend des KRC Genk. Im Juli 2016 stand er gegen den KV Ostende erstmals im Kader der Profis von Genk. Sein Debüt für diese gab er im August 2016, als er in der Qualifikation zur UEFA Europa League gegen Cork City in der 83. Minute für Thomas Buffel eingewechselt wurde.
Im Februar 2017 debütierte er in der Pro League, als er am 18. Spieltag der Saison 2016/17 gegen Waasland-Beveren in der 86. Minute für Bennard Yao Kumordzi ins Spiel gebracht wurde. Dies blieb sein einziger Einsatz für Genk in der höchsten belgischen Spielklasse.
Im August 2018 wechselte Tshimanga zum österreichischen Zweitligisten SK Austria Klagenfurt, bei dem er einen bis Juni 2020 laufenden Vertrag erhielt. Nach zwei Einsätzen für Klagenfurt kehrte er im Januar 2019 nach Belgien zurück und wechselte zum Drittligisten ASV Geel. Wiederum nur sechs Monate später schloss er sich Patro Eisden Maasmechelen an.

## Persönliches
Sein Bruder Derrick (* 1988) ist ebenfalls Fußballspieler und steht seit 2017 bei Oud-Heverlee Löwen unter Vertrag.